# Filippo di Castiglia (reggente)
Filippo di Castiglia (Siviglia, 28 maggio 1292 – Madrid, aprile 1327) è stato un principe castigliano Reggente di Castiglia e León e signore di Cabrera e Ribera, di Lemos e Sarria.

## Origine
Filippo, come riporta il Nobiliario de D. Pedro Conde de Bracelos, era il figlio maschio ultimogenito del re di Castiglia Sancho IV di Castiglia e di Maria di Molina, che, secondo il Chronicon de Cardeña era figlia di Alfonso di Molina e, come riporta il Nobiliario de D. Pedro Conde de Bracelos della sua terza moglie, Mayor Téllez di Meneses, signora di Montealegre e Tiedra e figlia di Alfonso Tellez de Meneses e di Maria Annes de Lima.

Sancho IV, come conferma il documento n° LV, datato 9 luglio 1258, dei DOCUMENTOS DE LA Iglesia Colegial de Santa María la Mayor (hoy Metropolitana) DE VALLADOLID, Siglo XIII era il figlio maschio secondogenito del re di Castiglia e di León e futuro re dei Romani, Alfonso X e di Violante d'Aragona (Rey Don Alfonso, regnant en uno con la Reyna donna Yolant mi mujer et con nuestro ffijo el Infante don Ferrando primero et yeredero e con nuestro ffijo el Inffante don Sancho), che, come riporta la Cronaca piniatense, era figlia del Re di Aragona, Conte di Barcellona e delle altre contee catalane, re di Valencia e di Maiorca, signore di Montpellier e Carladès, Giacomo I il Conquistatore e della principessa ungherese Violante, figlia del re di Ungheria Andrea II e della principessa di Costantinopoli Iolanda di Courtenay.

## Biografia
Nel 1295, quando aveva tre anni, rimase orfano di padre; infatti il 25 aprile 1295, a Toledo, suo padre, il re di Castiglia Sancho IV, moriva, come riporta il Chronicon Domini Joannis Emmanuelis (Era M. CCC. XXXIII. obiit Rex Dns Sancius Toleti, in mense Aprilis), e lasciava il trono delle mani del figlio, il fratello di Filippo, Ferdinando, di soli nove anni, come riporta il Chronicon Conimbricensi (Era MCCCXXXIII. III Kal Mai obiit Dñs Sancius Rex Castellæ et in ipsa era regnavit Dñs Fernandus filius ejus pro eo), che fu incoronato col nome di Ferdinando IV e Maria di Molina, quale tutrice, venne nominata reggente del regno, coadiuvata dal prozio di Filippo e Ferdinando, Enrico.
Nel 1298, all'età di sei anni, secondo il Diccionario biográfico español, Real Academia de la Historia, data la contestazione contro la reggente, sua madre, la stessa lo inviò nella città di Toro, in quanto luogo sicuro.

In quello stesso anno, compì il suo primo atto politico prima di compiere sette anni, quando venne inviato da sua madre, come rappresentante della corona, nel regno di Galizia oggetto di sommosse popolari aizzate da Juan Alfonso de Alburquerque e Fernando Rodríguez de Castro, alleati del re del Portogallo contro i diritti del re Ferdinando IV. Per questo motivo, la regina María de Molina decise di inviare il principe Filippo da Toro con un esercito, affinché i sostenitori del re Ferdinando nelle terre galiziane potessero stringersi attorno a lui.

Le truppe regie però subirono una grave sconfitta da parte degli insorti: Filippo venne arrestato e imprigionato nel castello di Villalba, dove rimase diversi anni.
Nel 1304 la situazione cambiò. Dopo aver lasciato il luogo di prigionia, con il supporto di Fernando Rodriguez de Viedma, giunse a Monforte de Lemos, che apparteneva a Fernando Rodriguez Castro, e la circondò. Fernando intervenne per togliere l'assedio alla città e cercò tramite i propri consiglieri di trovare un accordo con Filippo. La pace non venne raggiunta e nella battaglia che ne seguì Fernando Rodriguez perse la vita.
Nel 1305 la Galizia era pacificata e come ringraziamento per i servigi resi alla corona, Ferdinando IV conferì a suo fratello tutti i titoli che erano stati del defunto Fernando Rodriguez.
Filippo continuò a soggiornare in Galizia per indebolire il potere sia dei prelati che della nobiltà feudale. La politica intrapresa dall'infante però non piacque a Giovanni di Castiglia e all'arcivescovo di Santiago Rodrigo de Padrón. Giovanni, che poteva contare sull'appoggio di numerosi nobili del Leon, era inoltre desideroso di poter ottenere i titoli del defunto Fernando, passati invece a Filippo, e tra i due contendenti scoppiarono focolai di guerra che vennero risolti alcuni mesi dopo: la signoria di Lemos venne data ad Alfonso de la Cerda come compensazione per la sua rinuncia al trono di Castiglia. A pronunciare tale decisione furono l'arcivescovo Giovanni, il re Dionigi del Portogallo e Rodrigo de Padrón. Dionigi volle così tutelare le pretese ereditarie del suo protetto Pedro Fernandez de Castro, erede alla signoria di Lemos e di Sarria, in quanto figlio di Fernando Rodriguez de Castro.
Nel settembre del 1312, suo fratello Ferdinando IV morì in Jaen, come riporta il Chronicon Domini Joannis Emmanuelis (Eadem era obiit Rex Dns Fernandus in Jaen, in September) e, dopo la morte del re furono nominati reggenti del figlio,  Alfonso XI, la regina madre Maria di Molina (nonna di Alfonso XI), suo zio, Giovanni di Castiglia, fratello di Sancho IV e suo fratello l'infante Pietro di Castiglia.
Giovanni e Pietro nel 1319 decisero di riprendere la guerra contro i Mori e dopo una rapida avanzata, il 25 giugno Pietro morì cadendo da cavallo durante la battaglia di Vega de Granada, mentre Giovanni fu colto da malore alla notizia della morte di Pietro. La loro morte è ricordata anche dal Chronicon Domini Joannis Emmanuelis (obierunt Infantes Dns Joannes et Dns Petrus, in Vega Granatæ).

Filippo subentrò al fratello nella reggenza di Alfonso XI.
Sua madre, Maria morì a Valladolid nel luglio del 1321 e fu tumulata a Valladolid, nel monastero de las Huelgas Reales.

In quello stesso anno, Maria aveva fatto testamento, in cui citava anche Filippo (Infante don Felipe mio fijo), come riportato nella Historia Genealógica de la Casa de Lara, Volume 1.
Dopo la morte della madre, Filippo tenne la reggenza sino all'agosto del 1325, quando Alfonso XI, all'età di quattordici anni, fu dichiarato maggiorenne.

Continuò ad avere buoni rapporti col nipote, e, dopo aver avuto un colloquio con Alfonso XI, nell'aprile del 1327, Filippo improvvisamente si ammalò e, dopo aver redatto un testamento, prima della fine di quel mese, morì (Era M. CCC. LXV obiit Infans Dns Philippus, filius Regis Dni Sancii).

## Matrimonio e discendenza
Filippo, come riporta la Historia Genealógica de la Casa de Lara, Volume 1, aveva sposato Margherita de la Cerda, figlia di Alfonso de la Cerda e di Mafalda, come riporta il Nobiliario del Conde de Barcelos Don Pedro, senza precisarne il casato, che, secondo la Historia Genealógica de la Casa de Lara, Volume 1 era Mafalda di Narbona (?- dopo il 1348), figlia del visconte di Narbona, Aimerico IV e della moglie, Sibylla di Foix, mentre secondo La Casa Real de La Cerda di Masnata y Quesada era Matilde di Brienne (1272-ca. 1350), figlia del conte Giovanni II di Brienne e di Beatrice di Châtillon, che un documento del 1328 (1328.05.04 (era 1366). Santa Olalla) conferma che Margherita redasse un testamento (Testamento de doña Margarita de la Cerda, mujer de don Felipe, infante de Castilla).

Filippo da Margherita non ebbe figli.
Nel testamento redatto il 12 aprile 1327 Filippo scrisse che aveva avuto un figlia illegittima da Estefanía Gómez:
- Maria, che sarebbe divenuta sua erede, nel caso che sua moglie Margherita non avesse avuto figli[9].

## Ascendenza
|                         |                    |                           | Genitori                  |  |  | Nonni |  |  | Bisnonni                    |  |  | Trisnonni          |  |
|                         |                    |                           |                           |  |  |       |  |  | Ferdinando III di Castiglia |  |  | Alfonso IX di León |  |
|                         |                    |                           |                           |  |  |       |  |  | Ferdinando III di Castiglia |  |  | Alfonso IX di León |  |
|                         |                    | Berenguela di Castiglia   |                           |  |  |       |  |  | Ferdinando III di Castiglia |  |  |                    |  |
| Alfonso X di Castiglia  |                    |                           |                           |  |  |       |  |  | Ferdinando III di Castiglia |  |  |                    |  |
|                         |                    | Beatrice di Svevia        | Filippo di Svevia         |  |  |       |  |  |                             |  |  |                    |  |
|                         |                    | Beatrice di Svevia        | Filippo di Svevia         |  |  |       |  |  |                             |  |  |                    |  |
|                         |                    | Beatrice di Svevia        | Irene Angela              |  |  |       |  |  |                             |  |  |                    |  |
| Sancho IV di Castiglia  |                    | Beatrice di Svevia        |                           |  |  |       |  |  |                             |  |  |                    |  |
|                         |                    | Giacomo I d'Aragona       | Pietro II d'Aragona       |  |  |       |  |  |                             |  |  |                    |  |
|                         |                    | Giacomo I d'Aragona       | Pietro II d'Aragona       |  |  |       |  |  |                             |  |  |                    |  |
|                         |                    | Giacomo I d'Aragona       | Maria di Montpellier      |  |  |       |  |  |                             |  |  |                    |  |
| Violante d'Aragona      |                    | Giacomo I d'Aragona       |                           |  |  |       |  |  |                             |  |  |                    |  |
|                         |                    | Iolanda d'Ungheria        | Andrea II d'Ungheria      |  |  |       |  |  |                             |  |  |                    |  |
|                         |                    | Iolanda d'Ungheria        | Andrea II d'Ungheria      |  |  |       |  |  |                             |  |  |                    |  |
|                         |                    | Iolanda d'Ungheria        | Iolanda di Courtenay      |  |  |       |  |  |                             |  |  |                    |  |
| Filippo di Castiglia    |                    | Iolanda d'Ungheria        |                           |  |  |       |  |  |                             |  |  |                    |  |
|                         | Alfonso IX di León | Ferdinando II di León     |                           |  |  |       |  |  |                             |  |  |                    |  |
|                         | Alfonso IX di León | Ferdinando II di León     |                           |  |  |       |  |  |                             |  |  |                    |  |
|                         | Alfonso IX di León | Urraca del Portogallo     |                           |  |  |       |  |  |                             |  |  |                    |  |
| Alfonso di Molina       | Alfonso IX di León |                           |                           |  |  |       |  |  |                             |  |  |                    |  |
|                         |                    | Berenguela di Castiglia   | Alfonso VIII di Castiglia |  |  |       |  |  |                             |  |  |                    |  |
|                         |                    | Berenguela di Castiglia   | Alfonso VIII di Castiglia |  |  |       |  |  |                             |  |  |                    |  |
|                         |                    | Berenguela di Castiglia   | Eleonora d'Inghilterra    |  |  |       |  |  |                             |  |  |                    |  |
| Maria di Molina         |                    | Berenguela di Castiglia   |                           |  |  |       |  |  |                             |  |  |                    |  |
|                         |                    | Alfonso Tellez de Meneses | …                         |  |  |       |  |  |                             |  |  |                    |  |
|                         |                    | Alfonso Tellez de Meneses | …                         |  |  |       |  |  |                             |  |  |                    |  |
|                         |                    | Alfonso Tellez de Meneses | …                         |  |  |       |  |  |                             |  |  |                    |  |
| Mayor Alonso de Meneses |                    | Alfonso Tellez de Meneses |                           |  |  |       |  |  |                             |  |  |                    |  |
|                         |                    | …                         | …                         |  |  |       |  |  |                             |  |  |                    |  |
|                         |                    | …                         | …                         |  |  |       |  |  |                             |  |  |                    |  |
|                         |                    | …                         | …                         |  |  |       |  |  |                             |  |  |                    |  |
|                         |                    | …                         |                           |  |  |       |  |  |                             |  |  |                    |  |

### Fonti primarie
- (LA, ES) España sagrada, Volume 23.
- (LA) España sagrada, Volume 2.
- (LA) DOCUMENTOS DE LA Iglesia Colegial de Santa María la Mayor (hoy Metropolitana) DE VALLADOLID, Siglo XIII (PDF).
- (ES) Crónica de San Juan de la Peña (PDF).
- (PT) Nobiliario del Conde de Barcelos Don Pedro, Hijo del Rey Don Dionisio, Reyes de Portugal.
- (ES) Historia Genealógica de la Casa de Lara, Volume 1.
- (ES) Full text of Colección de don Luis de Salazar y Castro (TXT).
- (ES) La Casa Real de La Cerda X Masnata y Quesada.

### Letteratura storiografica
- Hilda Johnstone, "Francia: gli ultimi capetingi", in Storia del mondo medievale, vol. VI, 1999, pp.569–607.